# Khoikhoia semiadusta
Khoikhoia semiadusta är en stekelart som beskrevs av Mason 1983. Khoikhoia semiadusta ingår i släktet Khoikhoia och familjen bracksteklar. Inga underarter finns listade i Catalogue of Life.